# Ламо, Адриан
Адриа́н Альфо́нсо Ла́мо Э́твуд (англ. Adrián Alfonso Lamo Atwood; 20 февраля 1981 — 14 марта 2018) — американский хакер и аналитик угроз. Получил известность за взлом нескольких компьютерных сетей, такие как The New York Times, Yahoo! и Microsoft что привело к его аресту в 2003 году.

## Ранняя жизнь
Адриан Ламо родился в Молдене, штат Массачусетс, недалеко от Бостона. Его отец, Марио Рикардо Ламо, был колумбийцем. Адриан Ламо учился в средней школе города Богота (Колумбия), а затем в Сан-Франциско, где школу он так и не закончил, но получил GED, а затем по решению суда получил возможность пройти курсы в Американском Речном Колледже и Общественном колледже в округе Сакраменто, штат Калифорния. Ламо в то время начинал свою карьеру хакера, занимаясь взломом игр на Commodore 64 с использованием телефона. 

## Деятельность
Ламо взламывал базы данных крупных компаний, таких как Microsoft и NY Times. Ламо использовал соединения с интернетом повсеместно: в кафе, Kinko и библиотеках, для улучшения своих навыков, которые помогали ему в будущем при взломе сайтов. Благодаря этому он заработал себе прозвище «Бездомный Хакер». Ламо часто находил ошибки в безопасности и использовал их для взлома. Зачастую он информировал компании об этих ошибках.
Список взломов Ламо включает такие компании, как Yahoo, Citigroup, Bank of America и Cingular. По мнению коллег-хакеров, атаки Ламо на известные корпорации мотивируются прежде всего жаждой всеобщего внимания и славы.
Вторжение Ламо в сеть NY Times привлекло к нему внимание противников киберпреступности. За это суд назначил ему выплатить $65 000 в качестве компенсации. В дополнение, он был приговорён к 6 месяцам домашнего ареста и 2 годам испытательного срока. Испытательный срок истёк в январе 2007 года. Ламо был известным лектором и журналистом, независимым консультантом по безопасности, при этом избегал любой наёмной офисной работы.
В конце мая 2010 года Ламо сообщил властям США про то, как военнослужащий Брэдли Мэннинг вместе с другими документами передал WikiLeaks запись расстрела американским военным вертолётом группы гражданских в Ираке (Мэннинг рассказал об этом Ламо в доверительной беседе). После этого Мэннинг был арестован.
Запись в социальной сети о смерти Адриана Ламо оставил его отец. Информации об обстоятельствах случившегося нет. Марио Ламо написал: «С великой печалью и разбитым сердцем я должен сообщить всем друзьям и знакомым Адриана, что он мертв. Яркий ум и сострадательная душа исчезли, он был моим любимым сыном».
Ламо критиковал то, как СМИ освещают деятельность хакерской группировки Anonymous, заявив, что средства массовой информации переполнены мусорной информацией и мифологизировали группировку. Он также отметил, что Anonymous не являются «неуязвимой» группой, а также «нет рационального обоснования того, что они делают».

## Личная жизнь
Адриан Ламо был известен как «бездомный хакер» в связи с его сообщениями, согласно которым он вел кочевой образ жизни. Ламо утверждал, что провел большую часть своих путешествий в формате коуч-серфинга, а также занимаясь обычным сквоттингом заброшенных зданий. Во время путешествий наведывался в различные интернет-кафе, библиотеки и университеты, чтобы исследовать сети, находя в них различные уязвимости, через которые затем можно было произвести успешный взлом. Обычно Ламо предпочитал спать на диванах, а когда спал на кроватях, то не накрывался одеялом. Он также любил бродить по домам и офисам посреди ночи, используя фонарик для освещения.
Ламо был бисексуалом и добровольно работал для связанной с геями и лесбиянками медиа-фирмы Planetout Inc. в середине 1990-х годов. В 1998 году Ламо был назначен в целевую молодежную группу по делам лесбиянок, геев, бисексуалов и транссексуалов, созданную по решению Законодательного собрания города Сан-Франциско, Калифорния.
Ламо использовал широкий спектр наркотических средств на протяжении всей своей жизни. Его жена, Лорен Фишер, называла употребление наркотиков со стороны Адриана «взломом тела». Одним из предпочтительных веществ для Ламо оказался кратом, который он использовал в качестве менее опасной альтернативы опиоидам. В 2001 году у него случилась передозировка амфетаминами. После того, как он стал принимать участие в деле Брэдли Мэннинга, употребление наркотиков существенно увеличилось, в то время как сам Ламо утверждал всем, что он якобы выздоравливает. 
В интервью 2004 года с Wired, бывшая подруга Ламо назвала его «очень контролирующим человеком», утверждая, «он нес с собой сильное оружие, которое он использовал для меня». В той же статье утверждалось, что суд издал запретительный приказ в отношении Ламо, однако он оспорил иск, написав: «я никогда не подчинялся ни одному запретительному приказу за всю свою жизнь». 
Ламо рассказал в интервью изданию Wired, что в мае 2010 года после его заявления в полицию о краже рюкзака, следователь отметил необычное поведение Ламо и в связи с этим поместил его под 72-часовое наблюдение в отделение принудительной психиатрической помощи, с возможностью продления задержания на 9 суток. Ламо сказал, что ему был диагностирован синдром Аспергера в этом психиатрическом отделении.  
В течение небольшого периода времени в марте 2011 года Ламо, как утверждается, «скрывался», утверждая, что его «жизнь находилась под угрозой» после того, как началось движение по делу Мэннинга.